# Beatrice Hastings

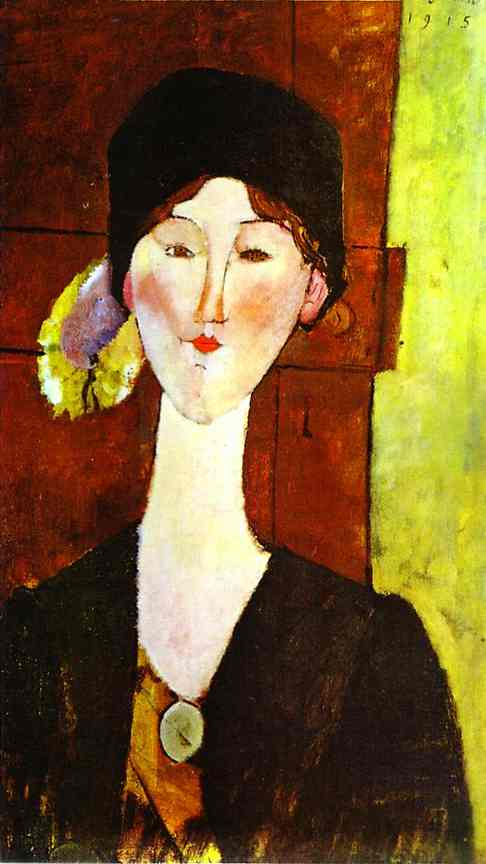
Beatrice Hastings pędzla Modiglianiego

Beatrice Hastings (ur. 1879, zm. 1943) – angielska pisarka.
Pisywała do czasopism w początkach XX wieku, głównie do „The New Age”. Pisała w kolumnie „Impressions de Paris”. Obracała się wśród francuskiej bohemy artystycznej. Określano ją mianem „poetki”, mimo że nikt nie widział jej wierszy. Przez dwa lata była muzą Modiglianiego. Ich związek był niezwykle burzliwy. Hastings miała problemy z alkoholem. Popełniła samobójstwo poprzez zatrucie tlenkiem węgla.

## Publikacje
- Woman's Worst Enemy – Woman, 1909
- The Maids' Comedy: A Chivalric Romance in Thirteen Chapters, 1911
- The Old "New Age"—Orage and Others, Blue Moon Press, 1935
- Defence of Madame Blavatsky (Volume 1, Volume 2), Hastings Press, 1937